# 安德烈亚斯·古尔斯基
安德烈亞斯‧古爾斯基（德語：Andreas Gursky；1955年1月15日—）出生於德國萊比錫，擅長使用大型座架式相機拍攝大面積影像，再以電腦技術組合數張底片，呈現出色彩鮮明與細節豐富的大型人造景觀。其1999年拍攝的《萊茵河二號》（Rhein II）在2011年以超過四百三十萬美元成交，成為目前世界上最貴的攝影作品。

## 早年教育
1955年，古爾斯基出生於德國萊比錫，其家中開設攝影工作室，父親為商業攝影師，1975年高中畢業後，古爾斯基拒絕服義務兵役，選擇擔任18個月的醫療助理。
1977年，古爾斯基申請進入埃森的福爾克旺學校（Folkwangschule），學習如何將攝影應用到商業與新聞上，當時福爾克旺學校的學生多以亨利·卡蒂埃-布列松（Henri Cartier-Bresson, 1908-2004）的作品為典範，使用萊卡相機捕捉即刻性的主題，此時古爾斯基的作品仍具模仿性質，基本為小型的、對比有點鮮明黑白照片。

## 1980年代：杜塞道夫學院時期
畢業後，古爾斯基因找不到攝影記者的工作，在托馬斯·施特魯特（Thomas Struth, 1954）的鼓勵下，於1980年進入了杜塞道夫學院就讀，並在接受一年的通論教育後，開始與伯恩德和希拉·貝歇（Bernd and Hilla Becher）學習攝影，其許多創作深受貝歇夫婦的攝影理念啟發，例如古爾斯基以貝歇夫婦類型學攝影的方式拍攝當地百貨公司櫃姐、酒吧餐廳等。然而，儘管他的老師貝歇夫婦更喜歡黑白攝影，古爾斯基還是堅持拍攝彩色相片，1981年，古爾斯基和朋友們建立了一個彩色照片暗房。
1987年古爾斯基從杜塞道夫學院畢業，並在杜塞道夫機場以燈箱的方式舉辦第一次展覽，此作法正是傑夫·沃爾（Jeff Wall, 1946）常採用的商業展式形式。此次展覽展出其1981年至1985年的《保安人員》（Pförtnerbilder）系列，這組照片以貝歇夫婦類型學攝影的方式拍攝了各式德國辦公大樓櫃臺的保安人員。

## 1990年代至今：以電腦技術組合底片
1980年代末期，古爾斯基便逐漸開始將電腦技術應用於自身的攝影作品中，起初他僅是為了去除相片上的雜點與調整大畫幅相機導致的變形，後來他開始嘗試將多張照片合成成一張。此時期古爾斯基也奠基了自身的拍攝風格：

### 全球化場景
古爾斯基最初以莊嚴的、極簡的景觀而聞名，然而1990年代，他將焦點轉向擁擠、混亂的當代生活圖像，以及由科技和商業世界組成的景觀，並以各大國家的都會景觀作為拍攝對象，呈現出全球化的場景，例如超市、飯店、摩天大樓、演唱會現場、倉庫、股票交易所、商品貨架等，《亞特蘭大》（Atlanta）即為一例。
在《亞特蘭大》中，古爾斯基站在同一水平上，以180度的距離拍攝了兩組不同視角的亞特蘭大凱悅酒店中庭，接著使用電腦合成技術將此二個不同的視角合併在一起；即以畫面的垂直中軸線為基準，古爾斯基於此線上將同一條走廊的兩端合併，創造了一堵從未真正存在過的牆，其實在實際的凱悅飯店中，僅有照片右半部的景象。如同古爾斯基的許多照片，《亞特蘭大》想像了一個全球性遷移和流動的世界，在此空間裡，旅行、休閒和勞動相互關聯。

### 俯瞰視角
古爾斯基經常以遠距離加上高角度的角度俯拍都市景觀，此作法使攝影圖像扁平化，近似抽象畫作。1993年拍攝的《未命名I》（Untitled I）為一極端的例子：1993年，古爾斯基帶著他的相機來到杜塞朵夫美術館，以俯視的角度從上層拍攝美術館裡的參觀者，這些採用較高視角的照片，與古爾斯基早期的鳥瞰視角攝影或1990年的《東京證券交易所》並非毫無關係。然而，到了1992年，古爾斯基在開羅拍攝的一組雙聯照片，以幾乎垂直的凝視使圖像扁平化，並將地平線從畫面上驅逐，暗示著他對平面抽象的興趣日益濃厚。當時，古爾斯基並未展示或發表過這些照片，而是繼續在此領域實驗；1993年，在《未命名I》中，古爾斯基選擇了更極端的作法，其將三腳架降低到大約2.5英尺，並僅聚焦於美術館的地毯。

### 與繪畫連結
1990年代開始，古爾斯基的許多攝影作品出現指涉特定畫作的傾向，甚至具有以攝影向繪畫與雕塑競爭的企圖，例如《未命名I》令觀者聯想到葛哈·李希特（Gerhard Richter, 1932）1970年至1975年的灰色單色系列（Grey），或是《萊茵河二號》對埃尔斯沃思·凯利（Ellsworth Kelly, 1923-2015）《火車景觀》（Train Landscape, 1953）的轉換。雖然古爾斯基的攝影作品，無法呈現出如同畫布提供的豐富紋理及複雜表面等此類感官上的存在感，但其大尺寸和豪華的印刷表明了其確實渴望達到抽象繪畫的狀態。

## 2001年：紐約現代美術館個展
2001年之前，古爾斯基的名聲仍僅侷限於歐洲，然而，2001年紐約現代美術館（Museum of Modern Art, Museum）為古爾斯基舉辦的半回顧展成為其藝術生涯的一大突破，使其在美國聲名大噪。《藝術從1900年》（Art Since 1900）一書將其列為2001年重要事件之一，原因為古爾斯基的攝影作品代表著劇畫攝影（tableau）再度成為攝影的主流。